# Doug Henry (pilote moto)
Pas d'image ? Cliquez ici
Doug Henry, né le 6 septembre 1969 à Milford (Connecticut), est un pilote américain de moto-cross.